# Cemus nigromaculosus
Cemus nigromaculosus är en insektsart som först beskrevs av Frederick Arthur Godfrey Muir 1917.  Cemus nigromaculosus ingår i släktet Cemus och familjen sporrstritar. Inga underarter finns listade i Catalogue of Life.